# Malaltia degenerativa
Una malaltia degenerativa és una malaltia en la qual la funció o l'estructura dels teixits biològics afectats o els òrgans anatòmics es deterioren progressivament al llarg del temps
Es tracta d'un desequilibri en els mecanismes de regeneració biològica que no es fonamenten en factors psicosomàtics o bé físics externs que ocasionin una manca de regeneració (aplàsia) o un excés descontrolat de regeneració (neoplàsia).
Les malalties degeneratives inclouen les malalties neurodegeneratives, però no totes les malalties degeneratives són neurodegeneratives
Sovint les malalties degeneratives es contraposen a les malalties infeccioses.

## Alguns exemples de malalties degeneratives
- Esclerosi lateral amiotròfica (ELA) altrament dita Malaltia de Lou Gehrig
- Malaltia d'Alzheimer
- Malaltia de Parkinson
- Ateroesclerosi
- Càncer
- Diabetis
- Malaltia coronària
- Síndrome de l'intestí irritable
- Prostatitis
- Artritis
- Osteoporosi